# コンスエロ・カスティリオーニ
コンスエロ・カスティリオーニ（Consuelo Castiglioni、1959年 - ）は、スイス出身の女性ファッションデザイナー。イタリアのファッションブランド「マルニ」の設立者。
1959年、スイス・ルガーノで先祖がチリ人の家庭で生まれ育つ。彼女はファッションデザインの勉強は特別に受けておらず、独学で身につけ、1994年にイタリア・ミラノにファッションブランド「マルニ」を設立。配偶者は同ブランドの元CEO・ジャンニ・カスティリオーニ。また娘のカロリーナ・カスティリオーニは、ブランドオンラインサイトの運営と特別プロジェクトのクリエイターとして活動している。
2010年に「ビジネス業界で最もクリエイティブな100人」に選ばれた。